# Grupo Bimbo
Grupo Bimbo, S.A.B. de C.V. is een Mexicaans multinationaal voedingsbedrijf met het hoofdkantoor in Mexico-Stad en, anno 2024, vestigingen in meer dan dertig landen. Het werd in 1945 opgericht door Lorenzo Servitje, Jaime Jorba, Jaime Sendra, Alfonso Velasco en José T. Mata.
Anno 2023 was Grupo Bimbo de grootste producent van deegwaren ter wereld, met een omzet van ongeveer 17 miljard euro. Het bedrijf is genoteerd aan de Bolsa Mexicana de Valores, de voornaamste effectenbeurs van Mexico. 